# Can't Be Tamed
Can't Be Tamed  —en español: No puedo ser domada — es el tercer álbum de estudio de la cantante estadounidense Miley Cyrus. Fue lanzado el 21 de junio de 2010 por Hollywood Records. Fue escrito y grabado mientras Cyrus estaba de viaje en 2009 por la gira Wonder World Tour. Los productores del álbum incluyeron a Antonina Armato, Tim James y John Shanks, quienes han colaborado con Cyrus por mucho tiempo. Musicalmente, Can't Be Tamed incluye desde baladas acústicas hasta canciones dance-pop. Las pistas comparten el tema de liberarse de las limitaciones y expectativas. Es el último disco que Cyrus lanzó con Hollywood Records.
Can't Be Tamed debutó en el top 10 en más de 15 países, entre ellos en el puesto número tres de la lista Billboard 200, convirtiéndose en su cuarto disco con su nombre en debutar en el top 10 de esa lista y noveno incluyendo los de Hannah Montana, en el puesto número uno en la lista Top 30 Álbumes de Portugal, en el puesto número uno en la lista Top 100 Álbumes de España, en el puesto número ocho en el The Official UK Charts Company y en el puesto número cuatro en la lista oficial de Alemania. Para junio de 2011, Can't Be Tamed vendió a nivel internacional 1,5 millones de copias.
El sencillo que le da nombre al álbum, «Can't Be Tamed», fue lanzado el 18 de mayo de 2010. Debutó en el número ocho de los Billboard Hot 100, dándole a Miley el quinto sencillo que alcanzó el top 10 en dicha lista, y número cinco también en Nueva Zelanda. El segundo sencillo, «Who Owns My Heart», fue lanzado el 26 de octubre de 2010. La promoción fue primariamente realizada mediante conciertos y apariciones en televisión en Europa con una gira llamada Gypsy Heart Tour, por la que realizó 21 conciertos por Latinoamérica, Australia y Asia, siendo la primera vez que la artista no visita su propio país en una gira.

## Información y grabación

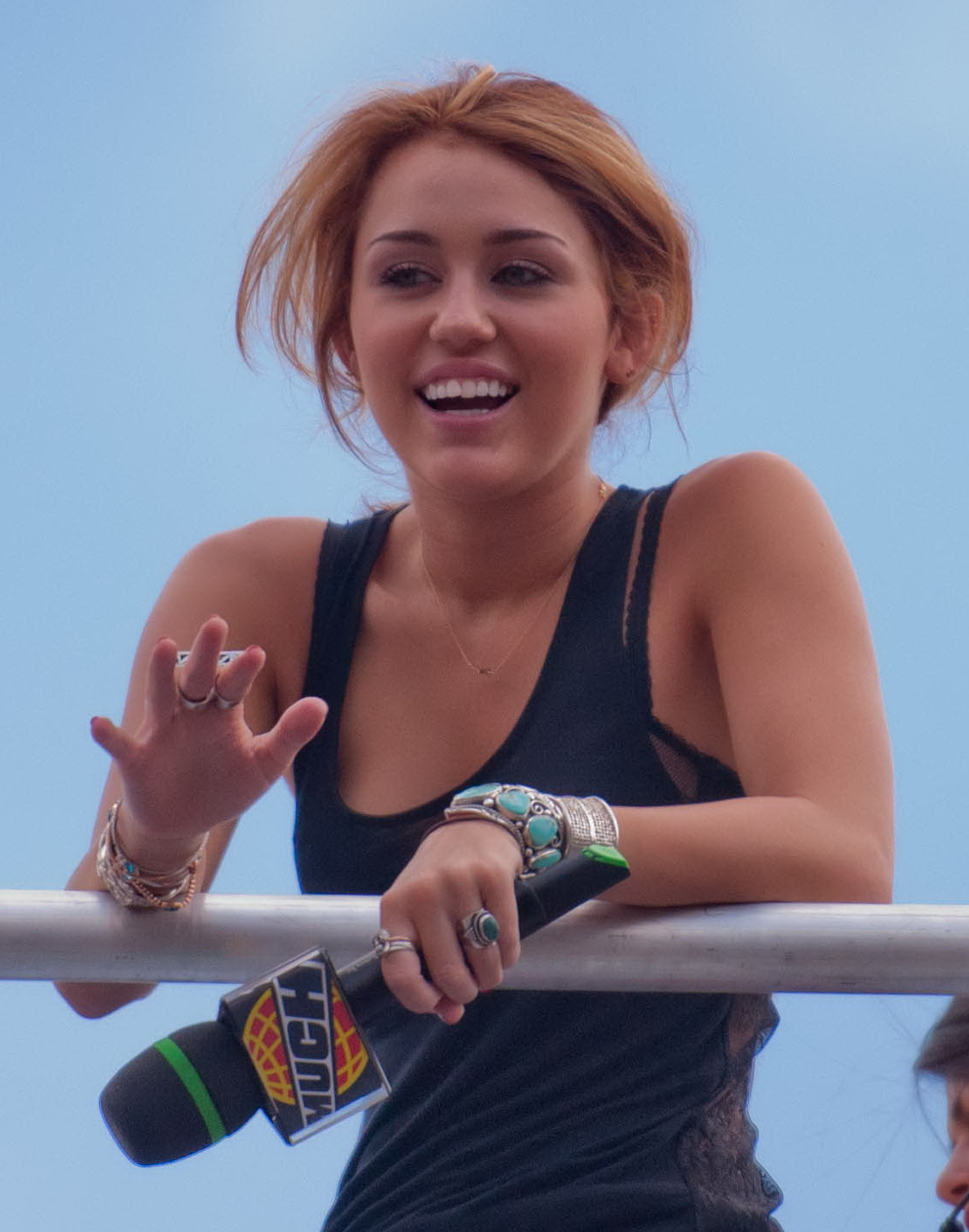
Cyrus en los ensayos de los MuchMusic Video Awards de 2010.

Cyrus anunció que planeaba tomarse una pausa musical después de completar Can't Be Tamed para explorar una variedad de géneros musicales y desarrollar un sonido de acuerdo a sus gustos. Cyrus aseguró que su música no la estaba inspirando y que esperaba que Can't Be Tamed fuese esta vez sí su último álbum de música pop después de haber dicho que The Time of Our Lives lo sería. Cyrus también reveló que Can't Be Tamed se influenciaba en Lady Gaga y poseía cualidades techno. Según Abbey Konowitch, jefe general de Hollywood Records: «Fue una progresión natural para ella» y comentó que el álbum tenía más dance-pop que lo planeado, pero que Cyrus se siente cómoda y también en términos de música contemporánea.
Cyrus creyó que el lanzamiento para el verano 2010 era el mejor. «Es genial para escucharlo en el auto», dijo Cyrus. En Alemania fue lanzado el 18 de junio de 2010 y en Estados Unidos el 21 de junio de 2010. Se lanzó una edición estándar, con el CD de audio, y una edición de lujo con el CD y un DVD con el concierto de Cyrus en Londres, Inglaterra en el O2 Arena, con un rodaje nunca antes visto de su concierto que fue parte del Wonder World Tour.
Can't Be Tamed fue grabado durante la gira por el mundo de Cyrus, en el Wonder World Tour, empezando en diciembre de 2009 en Londres. Cyrus se afilió con John Shanks, quien fue el anterior productor de «The Climb» de Hannah Montana: The Movie. 
Cyrus también trabajó con sus anteriores productores como Antonina Armato y Tim James, quienes trabajaron en los hits de Cyrus «See You Again» y «7 Things». El producto final resulta ser una variedad de ritmos de baile y sintetización, pero Cyrus creyó que el sonido era secundario a las letras personales en él.
En junio de 2013, Cyrus apareció en la portada de la revista Billboard para hablar sobre su nuevo álbum Bangerz. En la revista, comentó que se sentía «desconectada» de su anterior álbum Can't Be Tamed, y quería borrar toda su música vieja de iTunes, así mismo declaró que quiere «empezar como una nueva artista», y considera que su álbum Bangerz es el primero de su carrera. Sin embargo, para su gira Bangerz Tour de 2014, Cyrus incluyó en el repertorio «Can't Be Tamed», a pesar de sentirse «desconectada» del álbum al que pertenece.

## Composición
En una entrevista con la revista Billboard, Cyrus dijo que no tiene un proceso formal de composición sino que toma notas en su teléfono celular y lo guarda en su computadora. y que la música en el álbum es significativa para ella. Musicalmente, Cant Be Tamed incluye varios números de baile, muchos de los cuales dependen fuertemente del bajo. «Liberty Walk», coescrita por Cyrus, Antonina Armato, Tim James, John Fasse y Nick Scapa, trata de alguien que encuentra el valor para dejar una relación abusiva. Cyrus, Armato, James, Paul Neumann y Marek Pompetzki compusieron «Can't Be Tamed», la pista del título del álbum. Cyrus grabó una versión de «Every Rose Has Its Thorn» de la banda Poison, de su álbum de 1988 Open Up and Say...Ahh!, después de oír a una multitud de personas cantándola. Consideró que es «un clásico» y una de sus canciones favoritas. Michaels dijo que la banda recibe numerosas solicitudes para versionar la canción y siempre está nervioso acerca de la concesión de permisos. Agregó que Cyrus era «uno de los pocos músicos que podría dar a "Every Rose Has Its Thorn" su propia llamarada y hacer que suene bien». Miley concibió «Robot» en diciembre de 2009 en Londres, al viajar en el Wonder World Tour. Cyrus escribió la canción «My Heart Beats for Love» sobre su peluquero gay, uno de sus mejores amigos. Se trata de un intento de persuadir al público para no discriminar a los homosexuales y «estar abierta al mundo».

## Promoción

### Sencillos

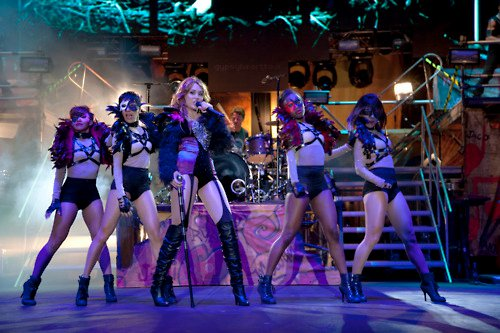
Cyrus en el Gypsy Heart Tour en 2011 interpretando «Can't Be Tamed».

- «Can't Be Tamed» es el primer sencillo del álbum, estrenado mundialmente por MySpace Music el 30 de abril y lanzado digitalmente el 18 de mayo. La canción debutó en el número 8 en el Billboard Hot 100.[14] Una versión remix con Lil Jon fue incluida como bonus track en las ediciones digitales del álbum. De acuerdo con Cyrus, «Can't Be Tamed» describe el deseo de salir y experimentar la libertad. Se basa principalmente en los sintetizadores, explorando los géneros electropop y synthpop. La canción ha recibido una respuesta positiva por los críticos. Su video musical fue dirigido por Robert Hales y sigue a Miley Cyrus interpretando la canción rodeada de bailarines en un museo. Primero se encuentra atrapada en una jaula gigante, siendo observada por espectadores; luego escapa y destroza el museo. Es su quinto sencillo en el Top 10 en el Billboard Hot 100. Calificación profesional Rolling Stone [15]

- «Who Owns My Heart» es el segundo y último sencillo del álbum. Fue lanzado el 22 de octubre del 2010 en Europa,[16][17][18] La mayoría de los críticos dijeron que era una de las mejores canciones de Can't Be Tamed. Debutó en el número 2 de la lista Ultratop 50 de Bélgica. Además logró entrar en la lista iTunes charts en 20 países.[19] Calificación profesional Digital Spy [20]

### Interpretaciones en directo

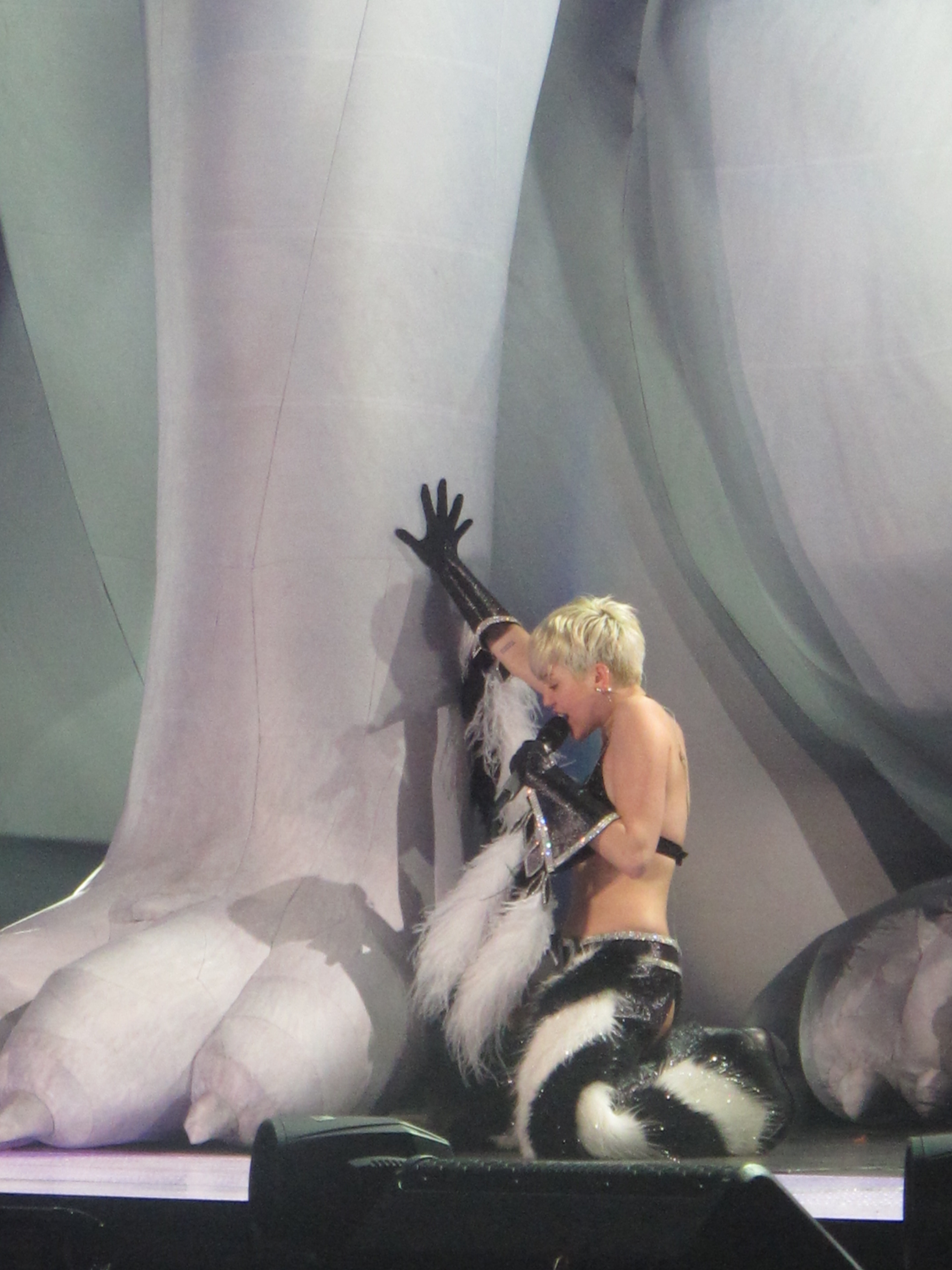
Cyrus interpretando el sencillo líder en el Bangerz Tour (2014).

Para promover Can't Be Tamed, Hollywood Records se centró en la televisión en lugar de la radio, como resultado de las limitaciones de tiempo que rodeaban a Cyrus. «Can't Be Tamed» se estrenó en vivo el 18 de mayo de 2010 en Dancing With the Stars.
En sus primeras apariciones en Europa, Cyrus realizó «Can't Be Tamed», «Robot», y «My Heart Beats Four Love» en Rock in Rio en los conciertos en Lisboa, Portugal el 29 de mayo de 2010 y en Madrid, España el 6 de junio de 2010. Este primer concierto en tierras españolas fue el evento musical más visto de aquel año en el país. Ese mismo mes tuvo dos presentaciones que tuvieron lugar en clubes privados; uno en Londres en el club G-A-Y, y el segundo en París en el club Les Jeunes. Realizó un concierto que ofreció seis canciones del álbum en Los Ángeles en House of Blues el 21 de junio de 2010. El concierto fue grabado y transmitido en más de treinta sitios web propiedad de MTV Networks. Cyrus promovió «Can't Be Tamed» en Britain's Got Talent en Gran Bretaña, Good Morning America, The Late Show con David Letterman y como conductora de los MuchMusic Video Awards 2010. Cyrus cantó «Who Owns My Heart» en los MTV Europe Music Awards 2010 en Madrid, España y en el programa Wetten, dass… en Alemania. La canción «Forgiveness and Love» fue promocionada con una presentación en los American Music Awards 2010 con la intención de ser el tercer sencillo del álbum, idea que fue descartada después.
El sencillo principal del álbum fue incluido en el repertorio de la gira Bangerz Tour de 2014, actuación en la que Cyrus incluyó una réplica inflable gigante de su perro mascota Floyd. Cyrus volvió a interpretar «Can't Be Tamed» en 2019, esta vez en el repertorio de una mini-gira promocional para su EP She Is Coming (2019). El segundo sencillo, «Who Owns My Heart», fue interpretado de nuevo después de nueve años en el iHeartRadio Music Festival de 2020. La actuación fue grabada e incluida en su álbum Plastic Hearts (2020) como un bonus track para la edición japonesa del disco. Asimismo, el video proyectado mientras Cyrus interpretaba la canción fue publicado en su canal de YouTube. En 2021, Cyrus realizó un especial de concierto para Peacock titulado Stand by You en el que interpretó «My Heart Beats For Love» después de una década sin hacerlo. Para la mini-gira promocional Attention Tour realizada entre 2021 y 2022, Cyrus volvió a interpretar «Can't Be Tamed» en algunos conciertos.

### Gira mundial
Gypsy Heart Tour —en español: Corazón Gitano Tour— es la tercera gira de conciertos de la cantante estadounidense Miley Cyrus. Principalmente visitó América del Sur y Australia, promoviendo su tercer álbum de estudio, Can't Be Tamed. Realizó paradas adicionales en México, Panamá y Costa Rica. La gira se inició el 29 de abril de 2011 en Quito, Ecuador y finalizó el 2 de julio de 2011 en Perth, Australia. Esta sería su primera gira por estos territorios.Cyrus sentía que en Estados Unidos no era muy bien recibida y pensaba que debía ir a lugares donde el amor de sus fanes lleguen al concierto[cita requerida]. El tour fue catalogado como uno de los mejores del año 2011 por sus coreografías, por la calidad del espectáculo y por calidad vocal de Miley Cyrus.

«Gypsy Heart Tour es un sueño hecho realidad. No solo por todas las ciudades hermosas que llegaré a visitar sino también toda la gente hermosa que voy a conocer»
Miley Cyrus

La gira fue anunciada por varios medios de comunicación el 21 de marzo de 2011, después de la aparición de Cyrus en Saturday Night Live. Las fechas iniciales de los conciertos fueron anunciados en América del Sur. Las fechas en Australia, Filipinas, Costa Rica, Panamá y México poco después. Durante una entrevista con OK!, Cyrus mencionó que no presentaría su gira a Estados Unidos, debido a no sentirse cómoda para llevarla a cabo en el país ya que muchos medios de comunicación se metían a la vida personal de Cyrus. Ella comenta: 
 «Creo que ahora Estados Unidos se ha convertido en un lugar donde no sé si quieren que viaje o no, ahora sólo quiero ir a los lugares en los que estoy recibiendo más amor, Australia y América del Sur son muy especiales para mí. Soy una especie que le gusta ir a los lugares donde tengo más amor. No quiero ir a ningún sitio donde no me siento totalmente cómoda con él».

Miley Cyrus aseguró que la gira no sería igual que sus giras anteriores. Ella dice que su anterior gira, Wonder World Tour, se centró más en teatro y cambios de vestuario. La cantante quiere centrarse en la música y dejar que el público vea un lado diferente de ella que no es retratado en la televisión. Esta gira tendría su DVD al igual que todas las otras giras de Cyrus, pero fue cancelado tiempo después. Miley Cyrus, realizó su concierto en Brasil donde agregó canciones como «Stay» y realizó una modificación en el escenario que pasó de tener 2 pasarelas en cada costado a tener solamente una en el medio.
Su repertorio original estuvo conformado por veinte canciones, siendo 10 de Can't Be Tamed. Entre ellas se incluyó a «Liberty Walk», «Can't Be Tamed» y «Who Owns My Heart», y a algunos de los sencillos anteriores más exitosos de la artista, sobresaliendo «Party in the U.S.A.», «The Climb», «See You Again», «7 Things» y «Fly On The Wall». Este también incluyó algunos covers de algunos grupos de Rock como: «I Love Rock 'N Roll», «Bad Reputation», «Every Rose Has Its Thorn», «Smells Like Teen Spirit» y «Landslide».
Por su parte, la audiencia también le dio una buena recepción, catalogándolo como una de las mejores giras del año 2011, agotando rápidamente algunas de sus entradas y llevándolo a recaudar US$28 000 000 con sus 21 espectáculos. Lo anterior le perfiló como la undécima gira más recaudadora del año 2011.

## Recepción crítica
El álbum generó críticas de los expertos en su mayoría mixtas. Glenn Gamboa de Newsday, dijo que el principal fallo del disco es que suena confuso, que Cyrus es «difícil de resistir» en algunos temas, pero carecía de enfoque en otros, vagando a través de «Every Rose Has Its Thorn» y rapeando en «Liberty Walk», y a que «se le hizo difícil tomar en serio esas canciones». Comparó «Permanent December» con algunas canciones de Kesha, y además a «Robot» con las canciones de Britney Spears que son difíciles de resistir para bailar. Ed Masely de The Arizona Republic dijo: «El problema es que Miley no es una niña, pero tampoco una mujer, y parece un poco confundida en cuanto a la mejor manera en que podría trazar su camino en el público a través de los años». Además considera que las nuevas canciones son buenas por su nuevo sonido Electo-pop. Rob Sheffield de  Rolling Stone, dijo que:

«Tras más de cuatro años de su carrera, Miley Cyrus es igual a otros ídolos adolescentes antes que ella [...] Can't Be Tamed fue hecho en su mayoría por los profesionales que ayudaron a hacer de Cyrus una princesa de Disney. Su disco está lleno de electro-pop y un estilo de Kelly Clarkson. La ira de Cyrus de 17 años de edad sin embargo es real, sólo añade sabor».
Rob Sheffield de Rolling Stone

Algunos expertos criticaron el uso intensivo de la tecnología en el álbum. La página Prodigy dijo que:

«En general es un disco redondo, bien producido por John Shanks, conocido por su trabajo con Sheryl Crow, Celine Dion y Kelly Clarkson. Por momentos, el sonido del álbum recuerda a Britney Spears, Avril Lavigne y Christina Aguilera; pero, evidentemente, destaca el estilo electropop-dance de Miley.
Can't Be Tamed contiene temas para todos los gustos. Hay canciones para levantar el ánimo, otras para llorar, unas más para cantar y varias para bailar. Si eres fan del género pop, definitivamente este es un disco que no puedes dejar pasar.»

## Recepción comercial
En los Estados Unidos, el álbum vendió 102 000 copias en la primera semana, debutando en el puesto número tres del Billboard 200, detrás de Drake con su álbum Thank Me Later, y de Eminem con Recovery. A la semana siguiente vendió 33 000 copias, por lo que cayó al puesto número nueve; una caída del 68%. El 15 de julio, el álbum cayó dos posiciones más hasta el puesto número once, con unas ventas de 28 mil ejemplares. Hasta julio de 2013, vendió 346 000 copias en los Estados Unidos, donde se convirtió en el trabajo de menor éxito comercial de Cyrus.
- Piratería

También hay que tener en cuenta que Can't Be Tamed está entre los discos más pirateados del 2010, es decir, es muy probable que si se sumasen las ventas oficiales con las piratas, el número de millones de ventas sea aún mayor de lo que se conoce hasta el momento.

### Billboard
| Canción/Tour        | Billboard      | Billboard        | Billboard        | Billboard     | Billboard | Billboard          | Billboard         | Billboard | Billboard   | Billboard | Billboard                   | Billboard | Billboard   | Billboard   | Billboard              |
| Canción/Tour        | U.S.A. Hot 100 | Canadian Hot 100 | European Hot 100 | Japan Hot 100 | Hot Tours | Hot Digital Tracks | Hot Digital Songs | Pop Songs | Radio Songs | Ringtones | ¡Like Libraries: Most Added | AOL Video | Yahoo Video | Yahoo Audio | Bubbling Under Hot 100 |
| ------------------- | -------------- | ---------------- | ---------------- | ------------- | --------- | ------------------ | ----------------- | --------- | ----------- | --------- | --------------------------- | --------- | ----------- | ----------- | ---------------------- |
| «Who Owns My Heart» | —              | —                | 76               | —             | —         | —                  | —                 | —         | —           | —         | —                           | —         | —           | —           | —                      |
| «Can't Be Tamed»    | 8              | 6                | 15               | 12            | —         | —                  | 4                 | 16        | 52          | 37        | 10                          | 2         | 1           | 9           | —                      |
| «Gypsy Heart Tour»  | —              | —                | —                | —             | 2         | —                  | —                 | —         | —           | —         | —                           | —         | —           | —           | —                      |

## Lista de canciones
- Edición estándar[56][57]

| Can't Be Tamed |                            |                                                                                               |                                   |          |  |
| N.º            | Título                     | Escritor(es)                                                                                  | Productor(es)                     | Duración |  |
| 1.             | «Liberty Walk»             | Miley Cyrus, Antonina Armato, Tim James, Nicholas J. Scapa, John Read Fasse, Michael Mgginnis | Rock Mafia, Devrim Karaoglu*      | 4:09     |  |
| 2.             | «Who Owns My Heart»        | Cyrus, Armato, James, Karaoglu                                                                | Rock Mafia                        | 3:33     |  |
| 3.             | «Can't Be Tamed»           | Cyrus, Armato, James, Marek Pompetzki, Paul NZA                                               | Rock Mafia, Karaoglu*, Pompetzki* | 2:50     |  |
| 4.             | «Every Rose Has Its Thorn» | Bret Michaels, Rikki Rockett, Bobby Dall, C.C. DeVille                                        | Rock Mafia                        | 3:51     |  |
| 5.             | «Two More Lonely People»   | Cyrus, Kevin Kadish, Brandon Jane, Angie Aparo, Armato                                        | Rock Mafia                        | 3:11     |  |
| 6.             | «Forgiveness and Love»     | Cyrus, Armato, James, Adam Schmalholz                                                         | Rock Mafia                        | 3:31     |  |
| 7.             | «Permanent December»       | Cyrus, John Shanks, Claude Kelly                                                              | Shanks                            | 3:37     |  |
| 8.             | «Stay»                     | Cyrus, Shanks                                                                                 | Shanks                            | 4:21     |  |
| 9.             | «Scars»                    | Cyrus, Shanks                                                                                 | Shanks                            | 3:43     |  |
| 10.            | «Take Me Along»            | Cyrus, Shanks                                                                                 | Shanks                            | 4:09     |  |
| 11.            | «Robot»                    | Cyrus, Shanks                                                                                 | Shanks                            | 3:43     |  |
| 12.            | «My Heart Beats For Love»  | Cyrus, Shanks, Hillary Lindsay, Gordie Sampson                                                | Shanks                            | 3:42     |  |
| 44:15          |                            |                                                                                               |                                   |          |  |

| Bonus track de iTunes |                                                      |          |  |
| N.º                   | Título                                               | Duración |  |
| 13.                   | «Can't Be Tamed» (RockAngeles Remix junto a Lil Jon) | 4:01     |  |
| 48:15                 |                                                      |          |  |

- Edición especial

| Deluxe edition DVD – Miley Cyrus: Live at The O2 |                                             |          |  |
| N.º                                              | Título                                      | Duración |  |
| 1.                                               | «Hello London/Wanna Hear My Fingers Crack?» |          |  |
| 2.                                               | «Breakout» (live)                           |          |  |
| 3.                                               | «Start All Over» (live)                     |          |  |
| 4.                                               | «7 Things» (live)                           |          |  |
| 5.                                               | «Kicking and Screaming» (live)              |          |  |
| 6.                                               | «It's More About the Music Here»            |          |  |
| 7.                                               | «Bottom of the Ocean» (live)                |          |  |
| 8.                                               | «You Have to Buy It»                        |          |  |
| 9.                                               | «Fly on the Wall» (live)                    |          |  |
| 10.                                              | «Let's Get Crazy» (live)                    |          |  |
| 11.                                              | «Hoedown Throwdown» (live)                  |          |  |
| 12.                                              | «Not Sure if the Queen Jams Out»            |          |  |
| 13.                                              | «These Four Walls» (live)                   |          |  |
| 14.                                              | «I Don't Do Hats»                           |          |  |
| 15.                                              | «When I Look at You» (live)                 |          |  |
| 16.                                              | «Obsessed» (live)                           |          |  |
| 17.                                              | «The Show Can't Go On/Back Stage at the O2» |          |  |
| 18.                                              | «Spotlight» (live)                          |          |  |
| 19.                                              | «G.N.O. (Girl's Night Out)» (live)          |          |  |
| 20.                                              | «I Love Rock 'n' Roll» (live)               |          |  |
| 21.                                              | «Party in the U.S.A.» (live)                |          |  |
| 22.                                              | «Hovering» (featuring Trace Cyrus; live)    |          |  |
| 23.                                              | «This Is How We Roll»                       |          |  |
| 24.                                              | «Simple Song» (live)                        |          |  |
| 25.                                              | «See You Again» (live)                      |          |  |
| 26.                                              | «The Climb» (live)                          |          |  |
| 27.                                              | «End Credits»                               |          |  |

El álbum también incluye especiales características mejoradas que se pueden ver en un ordenador, denominado "International Enhancement" en el álbum.

## Can't Be Tamed - Mini DVD
Can't Be Tamed – Mini DVD es un álbum en vídeo, que fue lanzado en el Reino Unido y en Japón conjuntamente con el álbum Can't Be Tamed. Incluye el vídeo musical de la canción del mismo nombre y el material extra de detrás de las escenas de la filmación del mismo. Además, el álbum contiene una entrevista con Cyrus, que fue filmada en Londres y algunas presentaciones correspondientes al DVD anterior Miley Cyrus: Live at The O2.
Lista de canciones
| UK & Japanese Mini DVD |                                                          |          |  |
| N.º                    | Título                                                   | Duración |  |
| 1.                     | «Can't Be Tamed» (Making of the music video)             |          |  |
| 2.                     | «Fly on the Wall» (Live at The O2)                       |          |  |
| 3.                     | «Start All Over» (Live at The O2)                        |          |  |
| 4.                     | «Can't Be Tamed» (Music Video)                           |          |  |
| 5.                     | «Who Owns My Heart» (Music Video; Japanese edition only) |          |  |
| 6.                     | «Miley Hearts London»                                    |          |  |

## Posicionamiento en listas
| País           | Lista                       | Mejor Posición |
| -------------- | --------------------------- | -------------- |
| Canadá         | Canadá Top 100              | 2              |
| Estados Unidos | Billboard 200               | 3              |
| Estados Unidos | iTunes Top 10 Albums        | 1              |
| Estados Unidos | Digital Albums              | 3              |
| Estados Unidos | Tastemaker                  | 24             |
| Reino Unido    | iTunes Top 10 Albums        | 1              |
| Europa         | European Albums             | 2              |
| Estados Unidos | Rolling Stone Top 40 Albums | 3              |
| México         | Álbumes                     | 10             |
| México         | Álbumes por Género          | 3              |
| Alemania       | Media Control Charts        | 4              |
| Austria        | Ö3 Austria Top 40           | 2              |
| Bélgica        | Ultratop Álbumes            | 8              |
| Dinamarca      | Danish Albums Chart         | 25             |
| España         | PROMUSICAE Álbumes          | 1              |
| Finlandia      | Finnish Albums Chart        | 41             |
| Francia        | SNEP Álbumes                | 13             |
| Grecia         | Greek Albums Chart          | 3              |
| Hungría        | Hungarian Albums Chart      | 10             |
| Irlanda        | Irish Albums Chart          | 5              |
| Italia         | Italian Albums Chart        | 4              |
| Noruega        | VG-lista                    | 8              |
| Países Bajos   | Dutch Albums Chart          | 31             |
| Polonia        | Polish Albums Chart         | 11             |
| Portugal       | Portuguese Albums Chart     | 1              |
| Reino Unido    | UK Albums Chart             | 8              |
| Suecia         | Sverigetopplistan           | 21             |
| Suiza          | Schweizer Hitparade         | 3              |
| Australia      | ARIA Albums                 | 4              |
| Nueva Zelanda  | RIANZ Albums                | 2              |

| País           | Lista (2010)            | Posición |
| -------------- | ----------------------- | -------- |
| Austria        | Jahreshitparade         | 75       |
| Europa         | European Top 100 Albums | 70       |
| Alemania       | Viva album jahrescharts | 99       |
| Estados Unidos | Billboard 200           | 130      |

## Certificaciones
| País           | Organismo certificador | Certificación | Ventas certificadas | Ref.   |
| -------------- | ---------------------- | ------------- | ------------------- | ------ |
| Australia      | ARIA                   | Oro           | 35 000              | [ 77 ] |
| Brasil         | Pro-Música Brasil      | Platino       | 40 000              | [ 78 ] |
| Colombia       | ASINCOL                | 3× Platino    | 30 000              | [ 79 ] |
| España         | PROMUSICAE             | Oro           | 20 000              | [ 80 ] |
| Estados Unidos | RIAA                   | Oro           | 500 000             | [ 81 ] |
| Filipinas      | PARI                   | Platino       | 15 000              | [ 82 ] |
| Irlanda        | IRMA                   | Oro           | 7 500               | [ 83 ] |
| Nueva Zelanda  | RIANZ                  | Oro           | 7 500               | [ 84 ] |
| Polonia        | ZPAV                   | Oro           | 15 000              | [ 85 ] |
| Portugal       | AFP                    | Oro           | 10 000              | [ 86 ] |
| Reino Unido    | BPI                    | Plata         | 60 000              | [ 87 ] |

## Chart procesión y sucesión
| Predecesor: «A son de Guerra» de Juan Luis Guerra.           | Spanish Albums Chart — Álbum N° 1 26 de junio de 2010 — 4 de julio de 2010    | Sucesor: «Euphoria» de Enrique Iglesias                                         |
| Predecesor: «Recovery» de Eminem.                            | Portuguese Albums Chart — Álbum N° 1 3 de julio de 2010 — 10 de julio de 2010 | Sucesor: «Listen Up! The Official 2010 FIFA World Cup Album» de Varios Artistas |
| Predecesor: «Scream» de Ozzy Osbourne.                       | ¡Tunes Chart Albums — Álbum N° 1 27 de junio de 2010 — 2 de julio de 2010     | Sucesor: «Between Two Worlds» de Trip Lee                                       |
| Predecesor: «Glee: The Music, Journey to Regionals» de Glee. | ¡Tunes Chart Albums — Álbum N° 1 5 de junio de 2010 — 10 de julio de 2010     | Sucesor: «Catching a Tiger» de Lissie                                           |

## Historial de lanzamientos
| País           | Fecha               | Discografía     | Ref.   |
| -------------- | ------------------- | --------------- | ------ |
| Alemania       | 18 de junio de 2010 | Universal Music |        |
| Polonia        | 18 de junio de 2010 | Universal Music |        |
| Australia      | 18 de junio de 2010 | Universal Music |        |
| Estados Unidos | 21 de junio de 2010 | Hollywood       |        |
| Canadá         | 21 de junio de 2010 | Universal Music |        |
| Reino Unido    | 21 de junio de 2010 | Fascination     |        |
| Suecia         | 21 de junio de 2010 | Universal Music |        |
| Japón          | 23 de junio de 2010 | Avex Group      | [ 88 ] |

## Premios y nominaciones
El álbum Can't Be Tamed no recibió ninguna nominación para ceremonias de premiación, pero si los sencillos del álbum y el tour que se usó para promocionarlo.  A continuación, una lista de las candidaturas que obtuvo los sencillos y el tour del álbum:
| Año  | Premiación                | Categoría                    | Nominación          | Resultado | Ref.   |
| ---- | ------------------------- | ---------------------------- | ------------------- | --------- | ------ |
| 2010 | Hollywood Teen TV Awards  | Video musical del año        | «Can't Be Tamed»    | Nominada  | [ 89 ] |
| 2010 | You Choice Awards         | Mejor video femenino         | «Can't Be Tamed»    | Nominada  |        |
| 2010 | You Choice Awards         | Mejor artista adolescente    | «Can't Be Tamed»    | Ganadora  |        |
| 2010 | Virgin Media Music Awards | Videoclip del año            | «Can't Be Tamed»    | Ganadora  | [ 90 ] |
| 2010 | Teen Choice Awards        | Mejor canción                | «Can't Be Tamed»    | Nominada  | [ 91 ] |
| 2010 | MYX Music Awards          | Video favorito internacional | «Can't Be Tamed»    | Ganadora  |        |
| 2010 | EV gerard Music Awards    | Mejor video adolescente      | «Who Owns My Heart» | Ganadora  | [ 92 ] |
| 2010 | MTV Fans Music Awards     | Mejor video femenino         | «Who Owns My Heart» | Nominada  | [ 93 ] |
| 2010 | You Choice Awards         | Mejor artista adolescente    | «Who Owns My Heart» | Nominada  |        |
| 2011 | Capricho Awards 2011      | Mejor show                   | «Gypsy Heart Tour»  | Nominada  | [ 94 ] |

## Créditos y personal
| - Ross Hogarth - ingeniero - Charles Judge - teclado - Patrick Leonard - piano, Hammond B3 - Jon Lind - A&R - Michael McGinnis - compositor - Bret Michaels - compositor - Paul Palmer - mezcla - Tim Pierce - guitarra - Robert Vosgien masterización - Bobby Dall - compositor - C.C. DeVille - compositor - Sean Hurley - bajo - Rikki Rockett - compositor - Nigel Lundemo - editor digital - Lars Fox - Pro Tools - John Shanks - bajo, guitarra, compositor, teclado, vocales de fondo, productor - Shari Sutcliffe - coordinación, coordinación de producción, contratista - Tish Cyrus - productor ejecutivo, mánager - Gordie Sampson - compositor, teclados - Dorian Crozier - programador de batería - Antonina Armato - compositor - Angie Aparo - compositor - Jim McGorman - piano - Enny Joo - director artístico, diseño - Dave Snow - director creativo | - Tim James - compositor - Jason Morey - productor ejecutivo, mánager - Jeff Rothschild - batería, programador, ingeniero, mezcla - Ryan Carline - teclado, programador, ingeniero - Kevin Kadish - guitarra acústica, compositor, vocales de fondo - Aaron Kasdorf - ingeniero - Claude Kelly - compositor - Miley Cyrus - compositor, vocales, vocales de fondo - Rich Ramsey - asistente de ingeniero - Brian Bowen-Smith - fotografía - Marek Pompetzki - compositor, productor - Steve Hammons - ingeniero - Devrim "DK" Karaoglu - compositor, productor - Adam Comstock - segundo ingeniero - Dan Chase - teclado, programador - Paul Nza - compositor, productor - Akihiro Nishimura - asistente de ingeniero - Brooke Adams - vocales de fondo - Rock Mafia - productor, edición digital, mezcla - John Read Fasse - compositor - Hilary Lindsey - composer, vocales de fondo - Adam Schmalholz - compositor - Brandon Jane - compositor, vocales de fondo - Nicholas J. Scapa - compositor |

Fuente: z100.